# Brighton & Hove Albion Football Club 2018-2019
Questa voce raccoglie le informazioni riguardanti il Brighton & Hove Albion Football Club nelle competizioni ufficiali della stagione 2018-2019.

## Stagione
Gli Albions, hanno partecipato esclusivamente alle 3 massime competizioni nazionali. Nella coppa di Lega inglese, sono usciti al secondo turno, eliminati dal Southampton; mentre in FA Cup hanno sorprendentemente raggiunto le semifinali, venendo sconfitti 1-0 dal Manchester City trionfatore del torneo. In campionato, hanno raggiunto la salvezza col 17º posto. Al termine della stagione, Chris Hughton è stato esonerato dalla panchina dei Seagulls dopo 5 stagioni; mentre il capitano Bruno Saltor ha lasciato il calcio giocato.

## Divise e sponsor
Sponsor Amex, sponsor tecnico Nike
| Manica sinistra · Maglietta · Maglietta · Manica destra · Pantaloncini · Calzettoni · Calzettoni | Manica sinistra · Manica sinistra · Maglietta · Maglietta · Manica destra · Manica destra · Pantaloncini · Calzettoni · Calzettoni | Manica sinistra · Maglietta · Maglietta · Manica destra · Pantaloncini · Pantaloncini · Calzettoni |

## Organigramma societario
Area tecnica
- Allenatore:
- Allenatore in seconda: Paul Trollope
- Preparatore dei portieri: Ben Roberts
- Preparatori atletici:

## Rosa
| N. |                        | Ruolo | Calciatore        |
| -- | ---------------------- | ----- | ----------------- |
| 1  | Australia (bandiera)   | P     | Mathew Ryan       |
| 2  | Spagna (bandiera)      | D     | Bruno Saltor      |
| 3  | Camerun (bandiera)     | D     | Gaëtan Bong       |
| 4  | Irlanda (bandiera)     | D     | Shane Duffy       |
| 5  | Inghilterra (bandiera) | D     | Lewis Dunk        |
| 6  | Inghilterra (bandiera) | C     | Dale Stephens     |
| 7  | Israele (bandiera)     | C     | Beram Kayal       |
| 8  | Mali (bandiera)        | C     | Yves Bissouma     |
| 9  | Paesi Bassi (bandiera) | A     | Jürgen Locadia    |
| 10 | Romania (bandiera)     | A     | Florin Andone     |
| 11 | Francia (bandiera)     | C     | Anthony Knockaert |
| 13 | Germania (bandiera)    | C     | Pascal Groß       |

| N. |                        | Ruolo | Calciatore          |
| -- | ---------------------- | ----- | ------------------- |
| 14 | Nigeria (bandiera)     | D     | Leon Balogun        |
| 16 | Iran (bandiera)        | A     | Alireza Jahanbakhsh |
| 17 | Inghilterra (bandiera) | A     | Glenn Murray        |
| 19 | Colombia (bandiera)    | A     | José Izquierdo      |
| 20 | Inghilterra (bandiera) | C     | Solly March         |
| 22 | Spagna (bandiera)      | D     | Martín Montoya      |
| 23 | Inghilterra (bandiera) | P     | Jason Steele        |
| 24 | Paesi Bassi (bandiera) | C     | Davy Pröpper        |
| 27 | Inghilterra (bandiera) | P     | David Button        |
| 30 | Brasile (bandiera)     | D     | Bernardo            |
| 33 | Inghilterra (bandiera) | D     | Dan Burn            |

## Risultati

### Premier League

#### Girone di andata
| Arbitro: | Moss |

|                  |           |  |
| Pereyra 35’, 54’ | Marcatori |  |

| Arbitro: | Friend |

|                                      |           |                             |
| Murray 25’ Duffy 27’ Groß 44’ (rig.) | Marcatori | 34’ Lukaku 90’ (rig.) Pogba |

| Arbitro: | Kavanagh |

|           |           |  |
| Salah 23’ | Marcatori |  |

| Arbitro: | Probert |

|                        |           |                           |
| Murray 67’, 84’ (rig.) | Marcatori | 43’ Schürrle 62’ Mitrović |

| Arbitro: | Taylor |

|                              |           |                             |
| Højbjerg 35’ Ings 65’ (rig.) | Marcatori | 67’ Duffy 90’ (rig.) Murray |

| Arbitro: | Kavanagh |

|               |           |                            |
| Knockaert 90’ | Marcatori | 42’ (rig.) Kane 76’ Lamela |

| Arbitro: | Mason |

|                         |           |  |
| Sterling 29’ Agüero 65’ | Marcatori |  |

| Arbitro: | Friend |

|            |           |  |
| Murray 25’ | Marcatori |  |

| Arbitro: | Marriner |

|  |           |           |
|  | Marcatori | 29’ Kayal |

| Arbitro: | Taylor |

|            |           |  |
| Murray 48’ | Marcatori |  |

| Arbitro: | Coote |

|                                  |           |          |
| Richarlison 26’, 77’ Coleman 50’ | Marcatori | 33’ Dunk |

| Arbitro: | Atkinson |

|                        |           |         |
| Paterson 28’ Bamba 90’ | Marcatori | 6’ Dunk |

| Arbitro: | Kavanagh |

|            |           |                  |
| Murray 15’ | Marcatori | 79’ (rig.) Vardy |

| Arbitro: | Oliver |

|              |           |                      |
| Jørgensen 1’ | Marcatori | 45’ Duffy 69’ Andone |

| Arbitro: | Friend |

|                                          |           |                        |
| Murray 24’ (rig.) Balogun 31’ Andone 45’ | Marcatori | 81’ (rig.) Milivojević |

| Arbitro: | Atkinson |

|               |           |  |
| Tarkowski 40’ | Marcatori |  |

| Arbitro: | Attwell |

|           |           |                      |
| March 66’ | Marcatori | 17’ Pedro 33’ Hazard |

| Arbitro: | Dean |

|                 |           |  |
| Brooks 21’, 77’ | Marcatori |  |

| Arbitro: | Taylor |

|             |           |               |
| Locadia 35’ | Marcatori | 7’ Aubameyang |

#### Girone di ritorno
| Arbitro: | Madley |

|             |           |  |
| Locadia 59’ | Marcatori |  |

| Arbitro: | Kavanagh |

|                     |           |                        |
| Arnautović 66’, 68’ | Marcatori | 56’ Stephens 58’ Duffy |

| Arbitro: | Friend |

|  |           |                  |
|  | Marcatori | 50’ (rig.) Salah |

| Arbitro: | Tierney |

|                               |           |          |
| Pogba 27’ (rig.) Rashford 42’ | Marcatori | 72’ Groß |

| Arbitro: | Probert |

|                                           |           |                |
| Chambers 47’ Mitrović 58’, 74’ Vietto 79’ | Marcatori | 3’, 17’ Murray |

| Brighton 2 febbraio 2019, ore 15:00 WET 25ª giornata | Brighton | 0 – 0 referto | Watford | Amex Stadium (30 414 spett.)\| Arbitro: \| Hooper \| |
| Arbitro:                                             | Hooper   |               |         |                                                      |

| Arbitro: | Attwell |

|           |           |                                 |
| Duffy 76’ | Marcatori | 26’, 61’ Wood 74’ (rig.) Barnes |

| Arbitro: | Probert |

|                    |           |             |
| Gray 10’ Vardy 63’ | Marcatori | 66’ Pröpper |

| Arbitro: | Dean |

|            |           |  |
| Andone 79’ | Marcatori |  |

| Arbitro: | Pawson |

|                        |           |                          |
| Milivojević 50’ (rig.) | Marcatori | 19’ Murray 74’ Knockaert |

| Arbitro: | Oliver |

|  |           |              |
|  | Marcatori | 53’ Højbjerg |

| Arbitro: | Scott |

|                                        |           |  |
| Giroud 38’ Hazard 60’ Loftus-Cheek 63’ | Marcatori |  |

| Arbitro: | Friend |

|  |           |                                                            |
|  | Marcatori | 33’ Gosling 55’ Fraser 74’ Brooks 82’ Wilson 90’ Stanislas |

| Arbitro: | Marriner |

|  |           |                               |
|  | Marcatori | 22’ Mendez-Laing 50’ Morrison |

| Wolverhampton 20 aprile 2019, ore 15:00 WEST 35ª giornata | Wolverhampton | 0 – 0 referto | Brighton | Molineux Stadium (31 096 spett.)\| Arbitro: \| Pawson \| |
| Arbitro:                                                  | Pawson        |               |          |                                                          |

| Arbitro: | Kavanagh |

|             |           |  |
| Eriksen 88’ | Marcatori |  |

| Arbitro: | Dean |

|          |           |           |
| Groß 75’ | Marcatori | 18’ Pérez |

| Arbitro: | Taylor |

|                      |           |                   |
| Aubameyang 9’ (rig.) | Marcatori | 61’ (rig.) Murray |

| Arbitro: | Oliver |

|            |           |                                                |
| Murray 27’ | Marcatori | 28’ Agüero 38’ Laporte 63’ Mahrez 72’ Gündoğan |

### FA Cup
| Arbitro: | Oliver |

|          |           |                                       |
| Pugh 55’ | Marcatori | 31’ Knockaert 34’ Bissouma 64’ Andone |

| Brighton 26 gennaio 2019, ore 15:00 WET Quarto turno | Brighton | 0 – 0 referto | West Bromwich | Amex Stadium (20 001 spett.)\| Arbitro: \| Mason \| |
| Arbitro:                                             | Mason    |               |               |                                                     |

| Arbitro: | Tierney |

|             |           |                              |
| Bartley 77’ | Marcatori | 82’ Andone 104’, 117’ Murray |

| Arbitro: | Coote |

|                           |           |          |
| Knockaert 33’ Locadia 45’ | Marcatori | 81’ Cole |

| Arbitro: | Kavanagh |

|                                                   |                      |                                            |
| Pearce 70’ O'Brien 79’                            | Marcatori            | 88’ Locadia 90’ March                      |
| Williams Tunnicliffe Leonard Romeo Morison Cooper | Tiri di rigore 4 – 5 | Murray Locadia March Pröpper Stephens Dunk |

| Arbitro: | Taylor |

|          |           |  |
| Jesus 4’ | Marcatori |  |

### Coppa di Lega
| Arbitro: | Marriner |

|  |           |            |
|  | Marcatori | 88’ Austin |

## Statistiche

### Statistiche di squadra
| Competizione   | Punti | In casa | In casa | In casa | In casa | In casa | In casa | In trasferta | In trasferta | In trasferta | In trasferta | In trasferta | In trasferta | Totale | Totale | Totale | Totale | Totale | Totale | DR  |
| Competizione   | Punti | G       | V       | N       | P       | Gf      | Gs      | G            | V            | N            | P            | Gf           | Gs           | G      | V      | N      | P      | Gf     | Gs     | DR  |
| -------------- | ----- | ------- | ------- | ------- | ------- | ------- | ------- | ------------ | ------------ | ------------ | ------------ | ------------ | ------------ | ------ | ------ | ------ | ------ | ------ | ------ | --- |
| Premier League | 36    | 19      | 6       | 5       | 8       | 19      | 28      | 19           | 3            | 4            | 12           | 16           | 32           | 38     | 9      | 9      | 20     | 35     | 60     | -25 |
| FA Cup         | -     | 2       | 1       | 1       | 0       | 2       | 1       | 4            | 2            | 1            | 1            | 8            | 5            | 6      | 3      | 2      | 1      | 10     | 6      | +4  |
| Coppa di Lega  | -     | 1       | 0       | 0       | 1       | 0       | 1       | 0            | 0            | 0            | 0            | 0            | 0            | 1      | 0      | 0      | 1      | 0      | 1      | -1  |
| Totale         | -     | 22      | 7       | 6       | 9       | 21      | 30      | 23           | 5            | 5            | 13           | 24           | 37           | 45     | 12     | 11     | 22     | 45     | 67     | -22 |

### Andamento in campionato
| Giornata  | 1  | 2  | 3  | 4  | 5  | 6  | 7  | 8  | 9  | 10 | 11 | 12 | 13 | 14 | 15 | 16 | 17 | 18 | 19 | 20 | 21 | 22 | 23 | 24 | 25 | 26 | 27 | 28 | 29 | 30 | 31 | 32 | 33 | 34 | 35 | 36 | 37 | 38 |
| --------- | -- | -- | -- | -- | -- | -- | -- | -- | -- | -- | -- | -- | -- | -- | -- | -- | -- | -- | -- | -- | -- | -- | -- | -- | -- | -- | -- | -- | -- | -- | -- | -- | -- | -- | -- | -- | -- | -- |
| Luogo     | T  | C  | T  | C  | T  | C  | T  | C  | T  | C  | T  | T  | C  | T  | C  | T  | C  | T  | C  | C  | T  | C  | T  | T  | C  | C  | T  | C  | T  | C  | T  | C  | C  | T  | T  | C  | T  | C  |
| Risultato | P  | V  | P  | N  | N  | P  | P  | V  | V  | V  | P  | P  | N  | V  | V  | P  | P  | P  | N  | V  | N  | P  | P  | P  | N  | P  | P  | V  | V  | P  | P  | P  | P  | N  | P  | N  | N  | P  |
| Posizione | 15 | 11 | 12 | 14 | 14 | 13 | 15 | 13 | 12 | 11 | 12 | 12 | 12 | 11 | 10 | 13 | 13 | 13 | 13 | 13 | 13 | 13 | 13 | 13 | 13 | 14 | 16 | 16 | 15 | 15 | 15 | 16 | 17 | 17 | 17 | 17 | 17 | 17 |

Legenda:

Luogo: C = Casa; T = Trasferta. Risultato: V = Vittoria; N = Pareggio; P = Sconfitta.

### Statistiche dei giocatori
| Giocatore      | Premier League | Premier League | Premier League | Premier League | FA Cup   | FA Cup | FA Cup      | FA Cup     | Coppa di Lega | Coppa di Lega | Coppa di Lega | Coppa di Lega | Totale   | Totale | Totale      | Totale     |
| Giocatore      | Presenze       | Reti           | Ammonizioni    | Espulsioni     | Presenze | Reti   | Ammonizioni | Espulsioni | Presenze      | Reti          | Ammonizioni   | Espulsioni    | Presenze | Reti   | Ammonizioni | Espulsioni |
| -------------- | -------------- | -------------- | -------------- | -------------- | -------- | ------ | ----------- | ---------- | ------------- | ------------- | ------------- | ------------- | -------- | ------ | ----------- | ---------- |
| D. Button      | 4              | 0              | 0              | 0              | 3        | 0      | 0           | 0          | 1             | 0             | 0             | 0             | 8        | 0      | 0           | 0          |
| R. Sánchez     | -              | -              | -              | -              | -        | -      | -           | -          | -             | -             | -             | -             | -        | -      | -           | -          |
| M. Ryan        | 34             | 0              | 2              | 0              | 2        | 0      | 0           | 0          | -             | -             | -             | -             | 36       | 0      | 2           | 0          |
| J. Steele      | -              | -              | -              | -              | 1        | 0      | 0           | 0          | -             | -             | -             | -             | 1        | 0      | 0           | 0          |
| L. Balogun     | 8              | 1              | 2              | 0              | 2        | 0      | 0           | 0          | -             | -             | -             | -             | 10       | 1      | 2           | 0          |
| Bernardo       | 22             | 0              | 4              | 0              | 4        | 0      | 1           | 0          | 1             | 0             | 0             | 0             | 27       | 0      | 5           | 0          |
| G. Bong        | 22             | 0              | 0              | 0              | 2        | 0      | 0           | 0          | -             | -             | -             | -             | 24       | 0      | 0           | 0          |
| Bruno          | 14             | 0              | 2              | 0              | 4        | 0      | 1           | 0          | -             | -             | -             | -             | 18       | 0      | 3           | 0          |
| D. Burn        | -              | -              | -              | -              | 3        | 0      | 0           | 0          | -             | -             | -             | -             | 3        | 0      | 0           | 0          |
| S. Duffy       | 35             | 5              | 4              | 1              | 5        | 0      | 0           | 0          | -             | -             | -             | -             | 40       | 5      | 4           | 1          |
| L. Dunk        | 36             | 2              | 5              | 1              | 2        | 0      | 1           | 0          | -             | -             | -             | -             | 38       | 2      | 6           | 1          |
| M. Montoya     | 25             | 0              | 4              | 0              | 4        | 0      | 1           | 0          | -             | -             | -             | -             | 29       | 0      | 5           | 0          |
| L. Østigård    | -              | -              | -              | -              | -        | -      | -           | -          | -             | -             | -             | -             | -        | -      | -           | -          |
| Y. Bissouma    | 28             | 0              | 5              | 0              | 5        | 1      | 2           | 0          | 1             | 0             | 1             | 0             | 34       | 1      | 8           | 0          |
| W. Collar      | -              | -              | -              | -              | -        | -      | -           | -          | 1             | 0             | 0             | 0             | 1        | 0      | 0           | 0          |
| P. Groß        | 25             | 3              | 1              | 0              | 1        | 0      | 0           | 0          | 1             | 0             | 0             | 0             | 27       | 3      | 1           | 0          |
| B. Kayal       | 18             | 1              | 4              | 0              | 5        | 0      | 0           | 0          | 1             | 0             | 0             | 0             | 24       | 1      | 4           | 0          |
| A. Knockaert   | 30             | 2              | 4              | 1              | 6        | 2      | 0           | 0          | -             | -             | -             | -             | 36       | 4      | 4           | 1          |
| S. March       | 35             | 1              | 1              | 0              | 2        | 1      | 0           | 0          | -             | -             | -             | -             | 37       | 2      | 1           | 0          |
| J. Molumby     | -              | -              | -              | -              | -        | -      | -           | -          | -             | -             | -             | -             | -        | -      | -           | -          |
| D. Pröpper     | 30             | 1              | 2              | 0              | 4        | 0      | 0           | 0          | 1             | 0             | 0             | 0             | 35       | 1      | 2           | 0          |
| M. Sanders     | -              | -              | -              | -              | -        | -      | -           | -          | -             | -             | -             | -             | -        | -      | -           | -          |
| D. Stephens    | 30             | 1              | 6              | 1              | 5        | 0      | 1           | 0          | -             | -             | -             | -             | 35       | 1      | 7           | 1          |
| F. Andone      | 23             | 3              | 5              | 0              | 4        | 2      | 0           | 0          | -             | -             | -             | -             | 27       | 5      | 5           | 0          |
| V. Gyökeres    | -              | -              | -              | -              | 4        | 0      | 0           | 0          | 1             | 0             | 0             | 0             | 5        | 0      | 0           | 0          |
| J. Izquierdo   | 15             | 0              | 1              | 0              | 2        | 0      | 0           | 0          | -             | -             | -             | -             | 17       | 0      | 1           | 0          |
| A. Jahanbakhsh | 19             | 0              | 2              | 0              | 4        | 0      | 1           | 0          | 1             | 0             | 0             | 0             | 24       | 0      | 3           | 0          |
| J. Locadia     | 26             | 2              | 1              | 0              | 6        | 2      | 1           | 0          | 1             | 0             | 0             | 0             | 33       | 4      | 2           | 0          |
| G. Murray      | 38             | 13             | 5              | 0              | 4        | 2      | 0           | 0          | -             | -             | -             | -             | 42       | 15     | 5           | 0          |
| B. Barclay     | -              | -              | -              | -              | -        | -      | -           | -          | 1             | 0             | 0             | 0             | 1        | 0      | 0           | 0          |
| A. Connolly    | -              | -              | -              | -              | -        | -      | -           | -          | 1             | 0             | 0             | 0             | 1        | 0      | 0           | 0          |
| M. Suttner     | -              | -              | -              | -              | -        | -      | -           | -          | 1             | 0             | 0             | 0             | 1        | 0      | 0           | 0          |